# Autobianchi Y10
De Autobianchi Y10 is een miniklasse-automodel, dat internationaal als Lancia Y10 en in Italië als Autobianchi werd verkocht tussen 1985 en 1995. De Y10 wordt tegenwoordig beschouwd als een pionier op het gebied van kleine lifestyle-auto's.

## Geschiedenis
De futuristisch ogende Y10, die in maart 1985 op de autosalon van Genève werd gepresenteerd, was aanvankelijk een toevoeging aan het Lancia-programma maar zou op de middellange termijn de Autobianchi A112 vervangen, die bijna twee jaar lang in een uniforme versie parallel aan de Y10 werd gebouwd en het Lancia-programma naar beneden afrondde, wat vanwege de relatief hoge prijs van de Y10 ook redelijk leek.
Op de meeste exportmarkten bracht Lancia de nieuwkomer op de markt onder zijn eigen merknaam, terwijl het op de binnenlandse markt door het gezamenlijke dealernetwerk van Lancia-Autobianchi verkocht werd met de merknaam en het logo van Autobianchi. Y10 was de projectcode van Lancia, die men na intern gebruik ook als modelnaam gebruikte.
Het onderstel was gebaseerd op dat van de gefacelifte Fiat Panda met de zogenaamde Omega-achteras. In de Y10 debuteerde ook de zuinige, zeer stille FIRE-motor van Fiat-Lancia. Het ontwerp van de Y10 ontstond bij Lancia zelf in het eigen Centro Stile en tijdens de productieperiode van 1985 tot 1995 verschenen van het model in totaal drie series. Lancia produceerde de Y10 eerst in Desio (bij Autobianchi) en vanaf 1992 in Arese-fabriek van het destijds gelieerde bedrijf ALFA LANCIA Industriale s.p.a.
De eerste serie onderscheidde zich qua techniek en door de oranje voorste knipperlichten van de tweede serie, die halverwege 1989 verscheen en witte knipperlichten had.

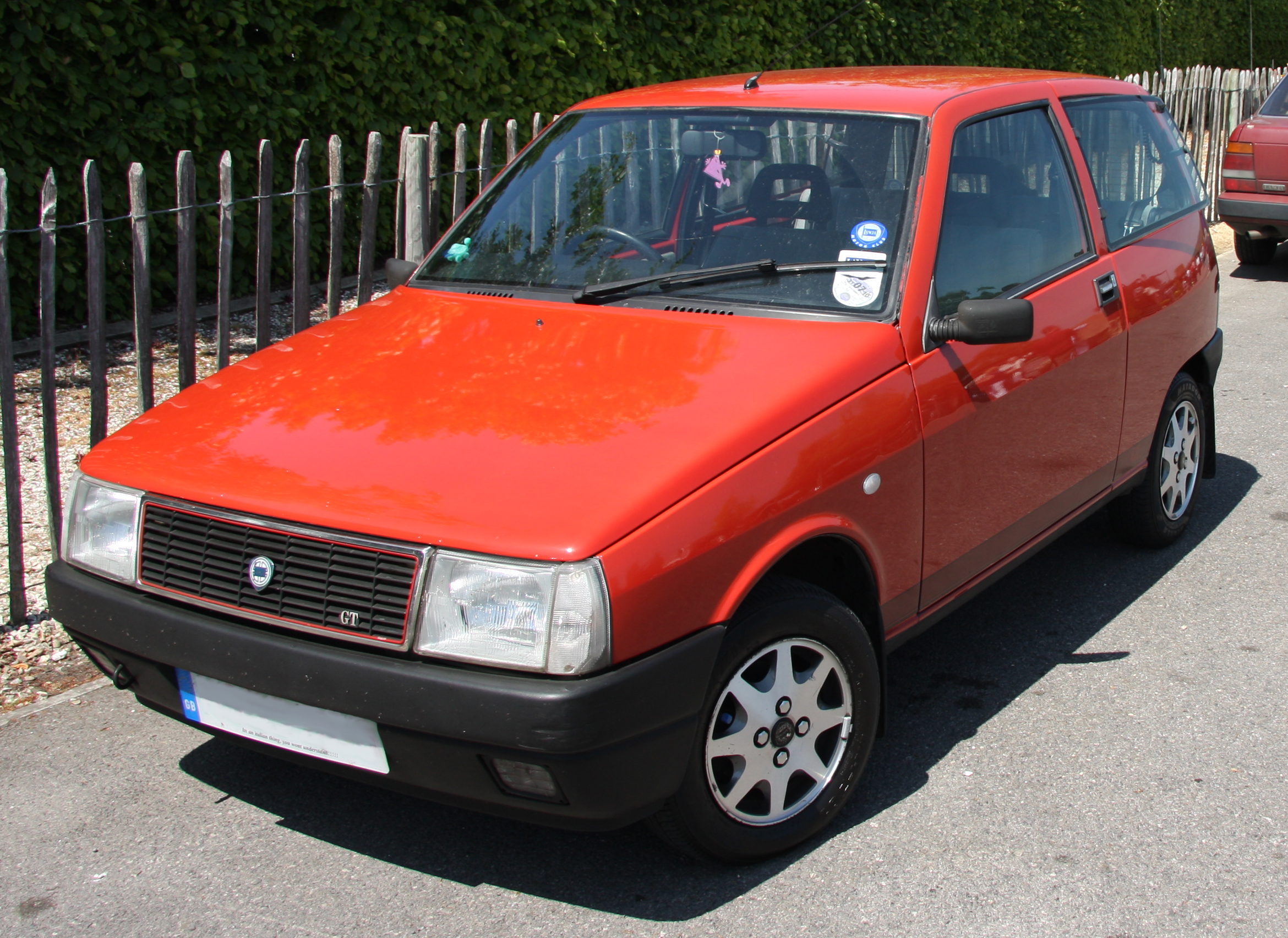
Y10 (serie II, 1989-1992)
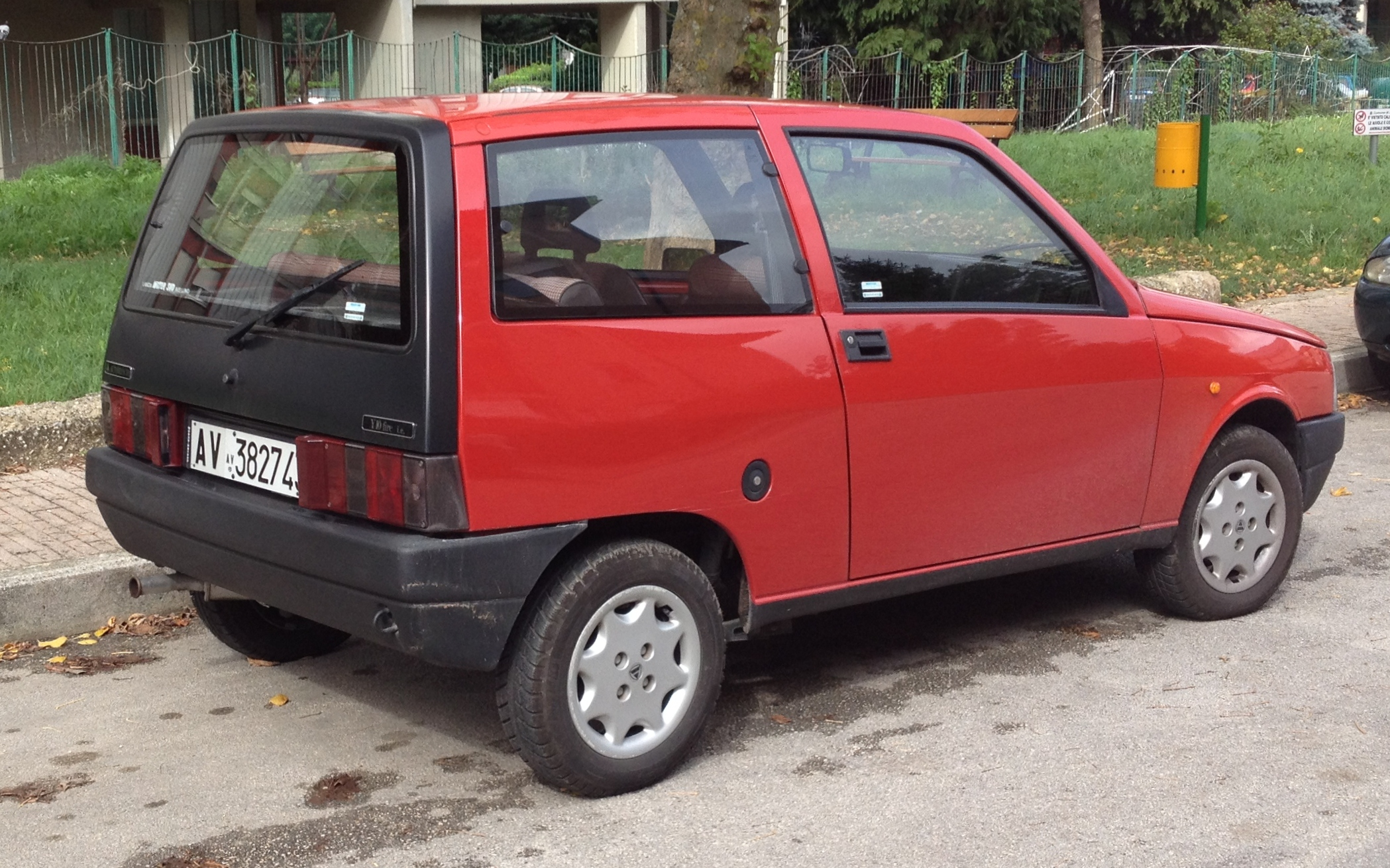
Achteraanzicht

De in de herfst van 1992 geïntroduceerde derde serie sloot qua ontwerp beter aan bij de andere Lancia-modellen (waarbij de grille door het ontbreken van de middelste stijl en het centraal gemonteerde embleem van de typische Lancia-uitvoering afweek), terwijl de ingenieurs het model technisch grondig optimaliseerden. 

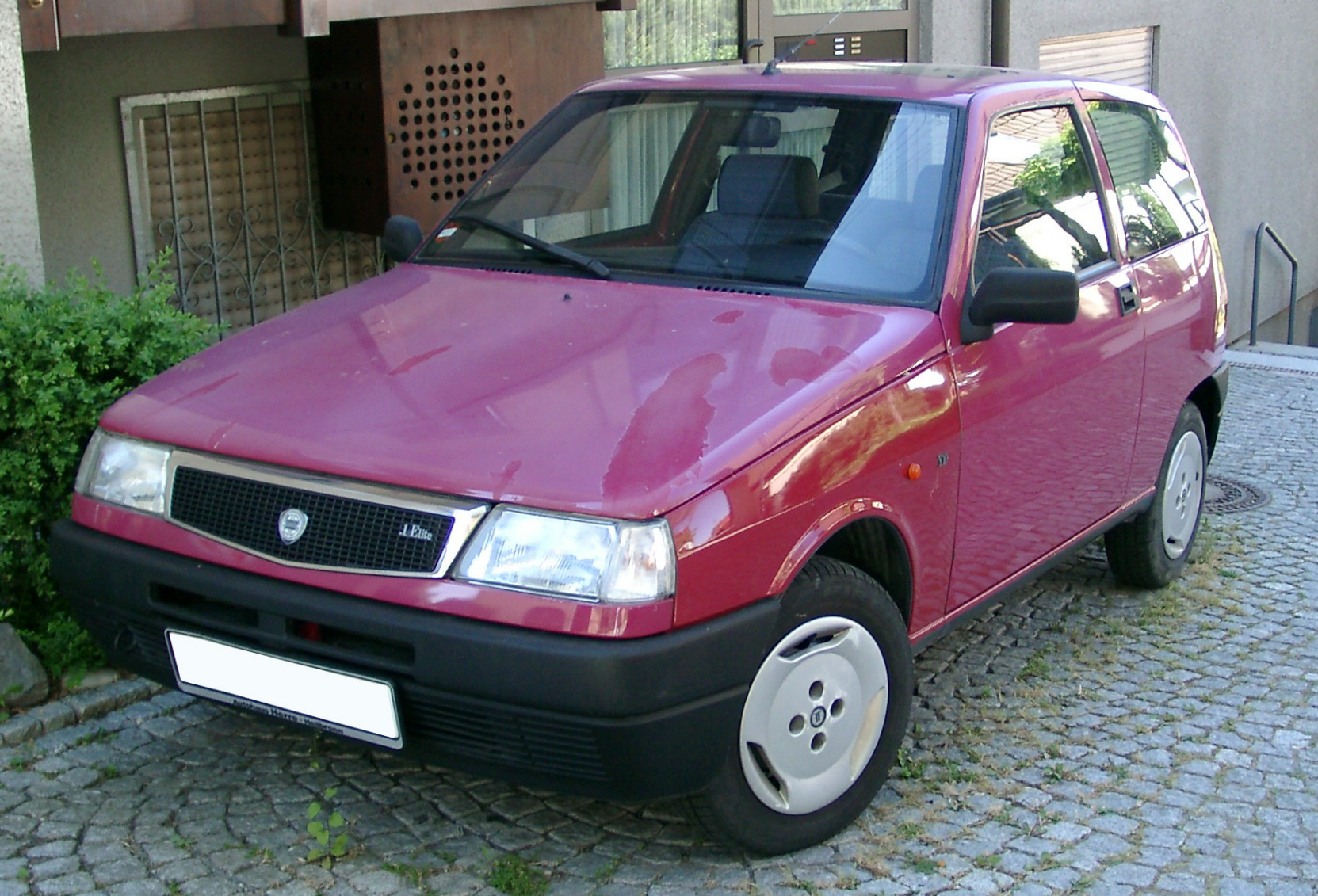
Y10 (serie III, 1992-1995)
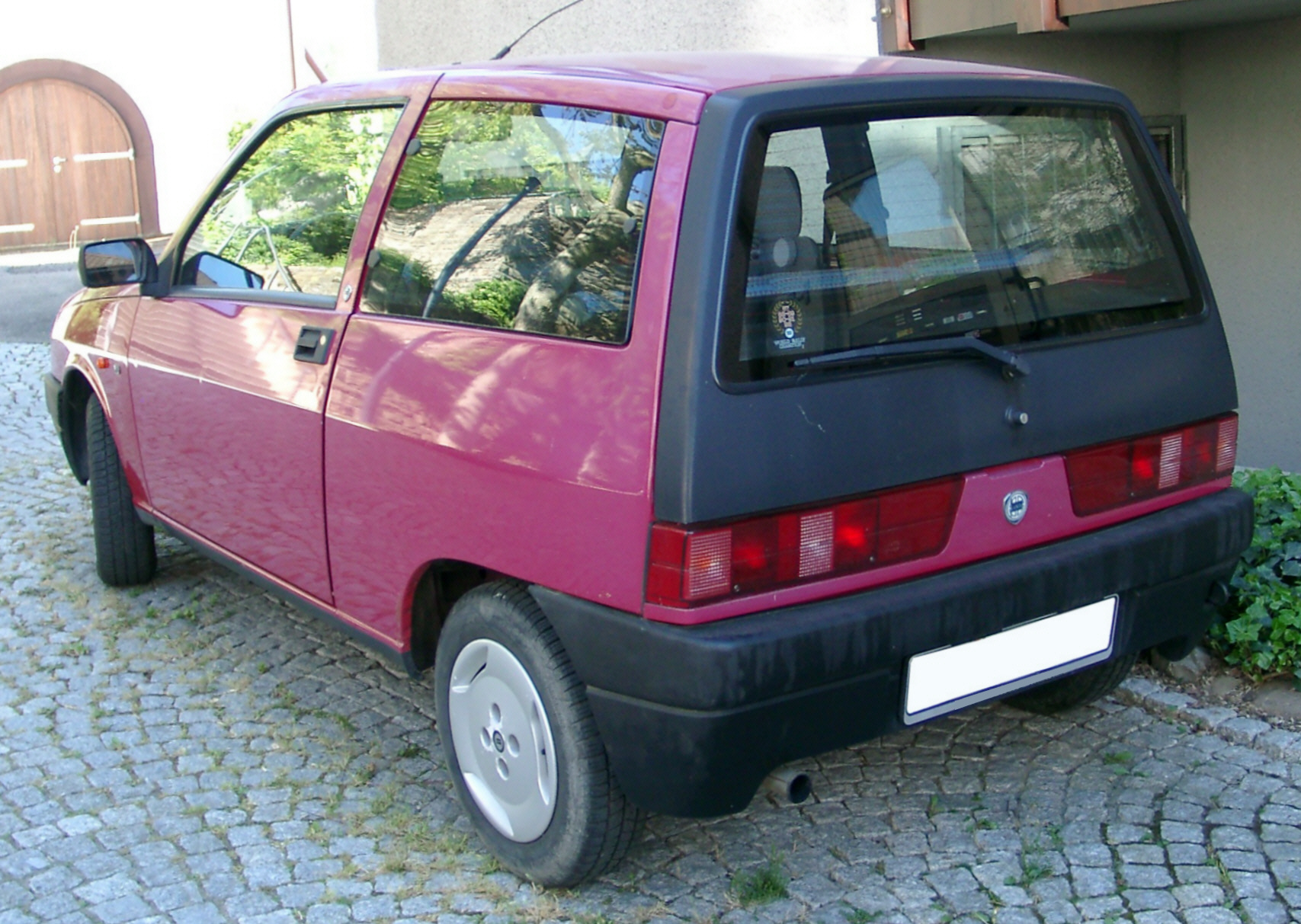
Achteraanzicht

In de nazomer van 1995 stopte de productie, wat tegelijkertijd het einde van het merk Autobianchi in Italië betekende. De totale productie bedroeg 1.134.248 stuks.  Lancia introduceerde de Lancia Y als opvolger.

## Kenmerken
Een uniek kenmerk van de auto was de meestal mat zwart gelakte achterklep, die de aerodynamisch gunstige vormgeving moest benadrukken. Oorspronkelijk zou de achterklep gemaakt worden van ongelakt kunststof (zoals de voor- en achterbumpers), wat tot gewichtsvermindering en kostenbesparing zou hebben geleid. Tests met kunststof achterkleppen leverden niet het gewenste resultaat op, zodat het seriematige onderdeel van plaatstaal was. Om het uiterlijk van het ontwerp te behouden, was de achterklep matzwart gespoten. Enkele speciale uitvoeringen hadden een kofferklep die was gespoten in carrosseriekleur of in een iets donkerdere tint. In de loop van de derde serie was er ook een variant met de achterklep in de kleur van de stoelbekleding.

## Versies
De 1e Serie was beschikbaar in de volgende uitvoeringen : 
- Fire, Fire LX, Touring,Turbo, 4WD.

Speciale uitvoeringen waren :
- Fila
- Martini
- Missoni
- Yearling
- Avantgarde
- Chic
- 1.3 i.e.
- Rally (geen echte speciale uitvoering, maar een ontwikkeling van de Genuese tuner Roberto Ambrogi in 1986)
- Elettrica (deelname aan de 2e Grand Prix 4E (zonne-energie, elektriciteit, ecologie, Europa) op 11 juni 1989 in Turijn)

De 2e serie was beschikbaar in de volgende uitvoeringen :
- Fire, Fire i.e., Fire LX i.e., GT i.e., 4WD i.e., Selectronic.

Speciale uitvoeringen waren : 
- Mia
- Ego
- Avenue
- Appia
- Epsilon
- Trofeo
- Style (na-uitrusting door Carrozzeria Coriasco S.p.A)
- Elettrica (deelname aan de 3e Grand Prix 4E, einde mei 1990 in Rome)

De 3e serie was beschikbaar in de volgende uitvoeringen :
- 1.1 i.e., 1.1 Elite, 1.3 Elite, Avenue, Mia, 4WD, Selectronic.

Speciale uitvoeringen waren : 
- Junior
- Igloo
- Ville
- Sestrieres